# Vince Lampert
O Reverendo Vincent Lampert, MDiv, (Indianápolis, 7 de abril de 1963) é um sacerdote católico romano americano e o exorcista designado da arquidiocese católica romana de Indianápolis. O padre Lampert foi nomeado exorcista pelo Arcebispo Daniel Mark Buechlien. Ele é um dos poucos exorcistas conhecidos por usar mídias sociais como o Twitter (@FrVinceLampert) regularmente. Em um artigo, ele disse ao repórter que está lutando contra o diabo twittando sobre exorcismo.

## Vida e trabalho
O Padre Vince Lampert é designado como pastor das igrejas católicas de São Pedro e São Miguel Arcanjo em Brookville, Indiana. O Padre Vince nasceu em 7 de abril de 1963. Ele cresceu em uma grande família católica romana que era ativa na fé no lado oeste de Indianapolis, Indiana. Sua citação favorita também é conhecida como Oração de Jesus: "Senhor Jesus Cristo, filho do Deus vivo, tenha piedade de mim, um pecador". Em 1981, ele se formou na Cardinal Ritter High School. Por alguns anos, estudou ciências políticas na Universidade de Indiana - Bloomington, antes de se transferir para o Seminário de Saint Meinrad para estudar no sacerdócio. O Padre Vince recebeu seu mestrado em Divindade dos monges beneditinos que possuem e operam a Saint Meinrad Archabbey.

## Exorcismo
O Padre Vince Lampert recebeu seu treinamento em exorcismo em sala de aula no Pontifício Colégio Norte-Americano em Roma, Itália. Ele estava na mesma classe de treinamento com o padre Gary Thomas, o exorcista de San Jose, Califórnia, EUA. Matt Baglio escreveu o livro The Rite: The Making of a Modern Exorcist baseado no padre Gary Thomas, que mais tarde se tornou o filme de 2011, The Rite. O padre Lampert recebeu experiência prática, ajudando mais de 40 exorcismos com o padre Carmine de Filippis, mentor de exorcistas na diocese de Roma. Enquanto conversava com os alunos sobre exorcismo na Universidade Seton Hall sobre seu treinamento, ele lhes disse que passou três meses treinando para ser um exorcista.
A convite do Newman Center, no estado de Montclair, o padre Lampert deu uma palestra aos alunos.
Durante uma palestra em 2016 com estudantes da Universidade de Purdue, o Padre Vince Lampert identificou várias práticas ocultas que poderiam levar uma pessoa a estar ligada ao mal. A presença de um espírito maligno inclui contorções corporais, mudanças na voz da pessoa, odores desagradáveis e mudanças de temperatura na sala.
O padre Vince Lampert consultou um caso famoso, como o exorcista designado da Arquidiocese de Indianápolis. O Padre Michael Maginot, pastor da igreja St. Stephen Martyr em Merrillville, Indiana, teve permissão do Bispo Dale Joseph Melczek para trabalhar com o PVince em uma casa pertencente a Zak Bagans. Após várias orações e bênçãos, incluindo o uso de água benta, a casa foi demolida em 2016.
Como um notável especialista em exorcismo, que está disposto a ser publicado na mídia sobre seu trabalho, o Padre Lampert falou sobre a diferença entre exorcismos que são autorizados pelo bispo local, em comparação com os "exorcistas privados" pagos que trabalham independente da igreja. Lampert se encontrou com outros exorcistas em Roma durante reuniões com a Associação Internacional de Exorcistas. Quando ele foi nomeado exorcista em 2005, talvez houvesse apenas 12 exorcistas nos EUA. Hoje, existem mais de 50 que ele conhece pessoalmente nos EUA. Como uma das autoridades notáveis sobre exorcismo, ele foi entrevistado no documentário The Rite of Exorcism: Myth, Mystery & Hope, juntamente com outros exorcistas notáveis, como Pe. Gabriele Amorth e Pe. José Antonio Fortea. Seu primeiro caso de exorcismo foi documentado em um episódio durante a temporada de 2013 da série de televisão a cabo Syfy, Paranormal Witness. Quando o programa de TV da Fox, The Exorcist, foi lançado, uma equipe da Fox TV News fez uma entrevista de dois minutos com o exorcista que é procurado por entrevistas de todo o mundo para seus comentários sobre a série. O Padre Lampert foi citado em um artigo do The Atlantic que em outubro de 2018 havia recebido 1.700 pedidos por telefone ou e-mail para exorcismos, o máximo que já teve em um ano.
O Padre Lampert disse uma vez que os exorcismos estavam aumentando devido a uma fé vacilante na Igreja e a fatores como o abuso de drogas. À medida que sua carga de casos aumentava, um centro para fornecer treinamento para padres e diáconos exorcistas foi criado nos Estados Unidos para ministrar cursos somente ao clero. O Instituto Papa Leão XIII foi fundado em Milwaukee em 2012 para auxiliar no treinamento de exorcistas.

## Filmes e televisão
- O Rito do Exorcismo: Mito, Mistério e Esperança (2011)
- Paranormal Witness (2011-) (episódio no ar 20 de novembro de 2013)